# Afera LFO
Afera Laboratorium Frakcjonowania Osocza (LFO) – popularna nazwa wydarzeń związanych z rozpoczętą w 1995 roku inwestycją, którą miało być powstanie Laboratorium Frakcjonowania Osocza w Mielcu. Laboratorium nigdy nie powstało, a w 2001 prokuratura w Tarnobrzegu rozpoczęła śledztwo w sprawie wyłudzenia kredytu na budowę LFO.

## Inwestycja
Inwestycja miała na celu stworzenie zakładu zajmującego się frakcjonowaniem osocza krwi i produkcją szeregu istotnych leczniczych produktów krwiopochodnych: albuminy, immunoglobuliny, czynnika VIII i czynnika IX. Z biznesowego punktu widzenia inwestycja miała być wysoce dochodowa (10-12 mln zł rocznego przychodu) ze względu na wysokie ceny rynkowe produktów krwiopochodnych oraz duże zużycie w lecznictwie (np. leczenie nowotworów, oparzeń, hemofilii).
Inwestycja miała być również środkiem do realizacji zalecenia WHO, według którego każdy kraj powinien traktować krew i osocze jako zasoby strategiczne i dążyć do samowystarczalności w ich pozyskiwaniu. Polska była w przeważającej większości uzależniona od zagranicznych producentów tych leków, dlatego w 1995 roku międzyresortowa komisja po rozpoznaniu rynku wybrała firmę LFO jako realizatora budowy zakładu.
Inwestycja otrzymała z konsorcjum banków (główny Kredyt Bank) kredyt w wysokości 34 mln dolarów, poręczony przez rząd Włodzimierza Cimoszewicza. W 1998 roku LFO podpisała umowę licencyjną z australijską firmą CSL. W 1999 roku bank wstrzymał kredytowanie inwestycji i rok później CSL wycofało się z inwestycji. W 2000 roku LFO podpisała nową umowę licencyjną z firmą Octapharma. W 2001 roku bank ostatecznie zerwał umowę z LFO, a sprawą zajęła się prokuratura.
Inwestorami LFO byli:
- Zygmunt Nizioł (firma Nedepol) – 49%
- Amerykanie David Minotte i Robert Lewis – po 16,5% każdy
- Włodzimierz Wapiński – 8%
- Szwed Bjorn Hedberg – 1%

Jak stwierdził później Nizioł, Włodzimierz Wapiński został zaproszony do inwestycji głównie jako lobbysta, ze względu na znajomość z rodziną ówczesnego prezydenta Aleksandra Kwaśniewskiego. W kontaktach miał również pośredniczyć minister Marek Ungier.

## Główne wątki afery
Media poruszały następujące wątki mogące świadczyć o ewentualnych nadużyciach podczas procesu budowy fabryki:
- zarzut wyłudzenia 21 mln dolarów kredytu oraz przywłaszczenia 8 mln dolarów i 1 mln euro z tej kwoty wobec Zygmunta Nizioła,
- rola jaką odegrał Instytut Hematologii i Transfuzjologii w blokowaniu inwestycji LFO – IHiT lobbował za utrzymaniem dotychczasowego systemu zaopatrzenia w leki krwiopochodne opartego na dostawach ze szwajcarskiej firmy ZLB (przy okazji ujawniono, że w 1993 roku zablokowana została analogiczna inwestycja firmy Biofarm International); według złożonego w 2007 roku doniesienia o popełnieniu przestępstwa umowy zawarte przez IHiT z ZLB były dla strony polskiej niekorzystne m.in. ze względu na nieodpłatne pozostawianie w Szwajcarii immunoglobuliny, leku wartego 300–400 zł/g; według Pawła Trzcińskiego z Ministerstwa Zdrowia tylko w latach 2004–2005 strona polska oddała ZLB 800 kg immunoglobuliny; według Leszka Misiaka w latach 1993–2005 strona polska mogła ponieść z tego tytułu straty rzędu 1,5 miliarda złotych[2][3], doprowadzając przy tym do niedoborów immunoglobuliny w lecznictwie[4][5], co prowadziło do jej zakupu na wolnym rynku po niekorzystnych cenach i tylko w niezbędnych przypadkach[6]
- zwrócenie bankom 61 mln zł gwarantowanego przez Ministerstwo Finansów kredytu dla LFO w 2006 roku, pomimo że rok wcześniej NIK ustalił, że umowa kredytowa była nieważna ze względu na niedopełnienie szeregu wymogów formalnych wynikających z umowy między bankiem a LFO; banki wypłacały więc kredyt na własne ryzyko, co równocześnie powodowało nieważność umowy gwarancyjnej i brak zobowiązań ze strony skarbu państwa
- niepowołanie przez żadnego z urzędujących ministrów zdrowia Krajowej Rady Krwiodawstwa i Krwiolecznictwa, co było obowiązkiem wynikającym z uchwalonej w 1997 roku ustawy o publicznej służbie krwi, a na której naruszenie w ten sposób zwracała uwagę m.in. Najwyższa Izba Kontroli[7] już w 2002 roku
- naciski wysokich urzędników związanych z prezydentem Kwaśniewskim m.in. w sprawie kontynuowania inwestycji LFO pomimo braku przesłanek merytorycznych; śledztwo w tej sprawie rozpoczęło się w 2004 roku i zostało umorzone w grudniu 2007[8]
- zaginięcie dokumentów związanych z aferą LFO w Ministerstwie Zdrowia

Dwa główne wątki wskazywane w „aferze LFO” to „wątek kredytowy”, czyli ten, w wyniku którego skarb państwa utracił 61 mln złotych oraz „wątek krwiodawstwa”, czyli niekorzystne rozwiązania w zakresie zakupu leków krwiopochodnych, w wyniku których państwowa służba zdrowia mogła ponieść straty rzędu 1,5 mld złotych.

## Śledztwo
W lipcu 2006 w sprawie został przesłuchany były prezydent Aleksander Kwaśniewski. 16 czerwca 2007 do Polski sprowadzono w ramach ekstradycji głównego inwestora LFO Zygmunta Nizioła. W czerwcu 2008 postawiono zarzuty Halinie Wasilewskiej-Trenkner. W kwietniu 2009 roku nieprawomocnie uniewinniony został Wiesław Kaczmarek oskarżony o wydanie nierzetelnej opinii, która zdecydowała o poświadczeniu kredytu przez Skarb Państwa. Sąd apelacyjny uwzględnił jednak apelację prokuratury i nakazał zwrot sprawy do sądu.